# François-Joseph Fétis
François-Joseph Fétis (Mons, Hainaut, 25 de marzo de 1784-Bruselas, 26 de marzo de 1871) fue un compositor, profesor y musicólogo belga. Fue también uno de los críticos musicales más influyentes del siglo XIX.

## Biografía
Hijo de Nazareno, un organista, recibió de su padre las primeras nociones musicales, aprendió también los rudimentos del arte vocal como niño cantor en la colegiata de su ciudad natal. Su talento para la composición lo manifestó a los 7 años, y a los 9, ya era el organista de Sainte-Waudru, Mons.
En 1800 se trasladó al Conservatorio de París donde completó sus estudios musicales con profesores como: Boïeldieu (piano) y Jean Baptiste Rey (armonía).
Sus comienzos fueron difíciles, tuvo que ejercer funciones de enseñanza en el norte de Francia, particularmente en Douai. En 1806 comenzó la revisión de los cantos litúrgicos romanos con la esperanza de descubrir y establecer su formulario original. Ese mismo año comenzó su Biografía Universal de los músicos y bibliografía general de la música que no fue publicada hasta 1834.
En 1821, tras un concurso, fue nombrado profesor de armonía y composición en el Conservatorio de París, donde llegó a ser en 1827 bibliotecario. Fundó la Revue Musicale, primera publicación en Francia dedicada exclusivamente a temas musicales. En 1832 volvió a Bélgica llamado por el rey Leopoldo I para dirigir el nuevo Conservatorio Real de Bruselas, también fue al mismo tiempo maestro de capilla del monarca belga.
Fue el fundador y director hasta su muerte de los célebres conciertos ofrecidos en el Conservatorio de Bruselas, e inauguró una serie de conferencias sobre la historia musical y filosofía.
Fétis no fue un compositor muy fértil, él es sobre todo conocido por sus obras escritas de carácter pedagógico, de la música instrumental y de la música religiosa. Destacó también como historiador, fue autor de un importante directorio de músicos que redactó prácticamente solo y cuya segunda edición se produjo en 1860, se reimprimió en 2001 y aún presta importantes servicios a los musicólogos actuales, a pesar de sus incorrecciones.
Fétis donó su biblioteca personal al reino de Bélgica y se conserva en la Biblioteca Real de Bélgica en la sección de Música y Reserva preciosa.

## Su obra
- Galería de los músicos famosos, de compositores, de cantantes y de instrumentistas, conteniendo sus retratos litografiados por los mejores artistas, de los facsímiles, y sus prospectos biográficos.
- Manual de los compositores, de directores de música, jefes de orquesta y música militar, o Tratado metódico de la armonía, instrumentos, voces y de todo esto que es relativos a la composición, a la dirección y en la ejecución de la música.
- Manual de los principios de música, al uso de profesores y alumnos de todas las escuelas de música, especialmente de las escuelas primarias.
- Tratado del acompañamiento de la división sobre el piano o el órgano.
- La música apuesta al alcance de todo el mundo: breve exposición de todo esto que es necesarios para juzgar de este arte, y para hablar sin haberlo estudiado, París, 1830.
- Curiosidades históricas de la música, complemento necesario de la Música puesta el alcance de todo el mundo, París, 1830.
- Biografía universal de los músicos y bibliografía general de la música, París, 1834-1835 (2ª éd. 1860). Reproducción en facsímil en 2001.
- Método de los métodos de latín, o Tratado del arte de tocar de este instrumento basado en el análisis de las mejores obras que se hicieron en este tema, París, 1840.
- Historia general de la música desde el tiempo más antiguo hasta a nuestros días, París, Firmin-Didot, 1869-1876, 5 volúmenes.